# Maria-Klementina Anuarita Nengapeta
Maria-Klementina Anuarita Nengapeta (oft auch auf Französisch Marie Clémentine Anuarite Nengapeta oder lingala Anoalite) (* 29. Dezember 1939 in Wamba; † 1. Dezember 1964 in Isiro) war eine Schwester der Heiligen Familie einer Ordensgemeinschaft diözesanen Rechts im Belgisch-Kongo (heute: Demokratische Republik Kongo) und die erste afrikanische Ordensschwester, die vom Papst seliggesprochen wurde.

## Leben
Sie wurde 1943 gleichzeitig mit ihrer Mutter und ihren zwei älteren Schwestern auf den Namen Alphonsine getauft. Bei den Schwestern der Heiligen Familie (Jamaa Takatifu) wurde sie in Kinshasa am 5. August 1959 zur Lehrerin ausgebildet. Mit nur 25 Jahren wurde sie beim Simba-Aufstand unter Pierre Mulele im Bürgerkrieg 1964 von Colonel Pierre Colombe nach einem Vergewaltigungsversuch, dem sie sich widersetzte, getötet. Mit ihr starben mehr als 250 Missionare und Ordensschwestern durch kommunistische Rebellen. Am 15. August 1985 sprach Johannes Paul II. sie selig.